# Al-Wathiq Ier
Pour les articles homonymes, voir Al-Wathiq.
Abû Ishâq Ibrâhîm al-Wâthiq ou
Al-Wâthiq Ier (?-1341) est un calife abbasside au Caire en 1340 et 1341.

## Biographie
Alors qu'au début de son règne le sultan mamelouk bahrite An-Nâsir Muhammad s'était plutôt servi du calife Al-Mustakfi Ier pour légitimer son pouvoir, lors de son troisième règne il aspire à exercer tout le pouvoir. En 1336, il exile le calife à Qûs. En 1339/1340, lorsque le calife décède, An-Nâsir Muhammad passe outre au désir du défunt de voir son fils lui succéder et désigne autoritairement comme successeur Abû Ishâq Ibrâhîm petit-fils d'Al-Hakim Ier. Contrairement à ce qui est arrivé en 1302, ce n'est pas le sultan qui prononce un serment d'allégeance au calife, mais c'est le calife qui fait allégeance au sultan. An-Nâsir Muhammad prive le nouveau calife de tout honneur, pendant plusieurs mois son nom n'est même pas mentionné pendant la khutbah au Caire.
Al-Wâthiq est démis en 1341, Ahmad al-Hâkim II, le fils évincé d'Al-Mustakfi, lui succède.